# Gredstedbro Kirke
Gredstedbro Kirke er en kirke i stationsbyen Gredstedbro, ca 150 m øst for Gredstedbro Station. Kirken er tegnet af Axel Hansen, opført i årene 1924-1925 og indviet den 15. november 1925 af biskop i Ribe Stift Oluf Olesen. Kirken kostede omkring 35.000 kr. at bygge.
I tilknytning til kirken er der i 1959 opført et ligkapel.
Den tilknyttede kirkegård, der blev taget i brug i 1950 findes ved Gredstedbro Skole ca 500 m nord for kirken.

## Eksterne kilder og henvisninger
- Gredstedbro Kirke på KortTilKirken.dk
- Gredstedbro Kirke i bogværket Danmarks Kirker (udg. af Nationalmuseet)

- Wikimedia Commons har flere filer relateret til Gredstedbro Kirke